# Congreso de Zaragoza

Emblema del Consejo Federal de la Federación Regional Española de la Asociación Internacional de Trabajadores.

El Congreso de Zaragoza fue el II Congreso de la Federación Regional Española de la Asociación Internacional de Trabajadores (FRE-AIT). Se celebró en Zaragoza (España) en septiembre de 1872, al final del reinado de Amadeo I. Para evitar que fuera suspendido por el gobierno, como acabó ocurriendo, los delegados se reunieron secretamente unos días antes de la fecha prevista —la reunión del año anterior, la Conferencia de Valencia, también se había realizado en unas condiciones de semiclandestinidad—. El Congreso, entre otros asuntos, se ocupó del conflicto surgido en la Federación madrileña entre los anarquistas, mayoritarios, y los socialistas marxistas, minoritarios.

## Antecedentes
En diciembre de 1871 Paul Lafargue y su esposa Laura Marx —junto con su hijo pequeño que moriría al año siguiente— se instalaron en Madrid, después de haber entrado en España en agosto huyendo de la represión de la Comuna de París. Las tesis marxistas que ambos defendían —Laura era hija de Karl Marx— encontraron apoyo entre el grupo vinculado al diario La Emancipación formado por José Mesa, Francisco Mora Méndez y Pablo Iglesias y éstos empezaron a divulgarlas en los artículos publicados en el periódico. La Federación madrileña, donde los anarquistas tenían la mayoría, aprobó la expulsión del grupo pero el Consejo federal anuló la decisión hasta que se reuniera el Congreso que en la Conferencia de Valencia de septiembre de 1871 se había decidido que se celebrara en Zaragoza.

## Desarrollo
El Congreso de Zaragoza abrió oficialmente sus sesiones el 8 de abril de 1872 en el salón Novedades pero en realidad había comenzado clandestinamente cuatro días antes, el 4 de abril, en previsión de que fuera prohibido por el Gobierno, lo que acabó ocurriendo. Uno de los secretarios del Congreso, antes de que abandonaran el local los reunidos por orden del gobernador civil, leyó una nota de protesta firmada por todos los delegados «en nombre de todos los trabajadores asociados de España, y a la faz del mundo» por el «brutal y escandaloso atropello de que han sido víctimas». «Nuestro Congreso tenía por criterio la razón, por objetivo la realización de la justicia, por regla la paz y la tranquilidad… Natural era, pues, que nuestra actitud espantase a los hombres de la burguesía, como espanta al criminal la voz de su conciencia. Pero este mismo espanto los ha perdido. Han roto las hostilidades con la clase obrera. Hasta ahora se habían limitado a insultarnos y amenazarnos en sus discursos y en sus circulares; hoy proclaman en alta voz, con un acto ilegal y violento, que los hijos del trabajo no pueden reunirse pacíficamente». La nota acababa así: «¡Abajo los privilegios! ¡Abajo la explotación del hombre por el hombre! ¡Abajo la tiranía! ¡Viva la Asociación Internacional de Trabajadores!». Los obreros de la ciudad se pusieron en huelga para apoyar la protesta y el Congreso acabó sus sesiones en el local de la Federación de Zaragoza.
Así se explicaba lo sucedido en las actas del Congreso:

Previendo que podría impedirse la celebración del Congreso por la arbitrariedad de las autoridades locales, el Consejo federal citó a los delegados para el día 4 en lugar del 7 que estaba señalado. Reunióse en efecto el Congreso el día 4 en el local de la Federación zaragozana y se acordó celebrar sesiones públicas desde el día 7, mas no habiendo sido posible hallar local se dejó para el día 8 en el salón Novedades. Después de cumplir lo que impone la ley, se fijaron carteles convocando a los obreros zaragozanos. El gobernador remitió un oficio declarando que no podía celebrarse la sesión pública, fundándose en que la Internacional es una asociación contraria a las leyes porque va contra los fundamentos sociales: el Estado, la religión, la propiedad y la familia. El Congreso acordó desestimar la negativa del gobernador y reunirse públicamente en el local designado, y en el caso de disolución por aquella autoridad, lanzar una enérgica protesta. Así se hizo. El día 8 de abril, a las dos de la tarde, se reunió el Congreso en el salón Novedades, ante una inmensa concurrencia que llenaba el local, el presidente nombrado para esta sesión pronunció el discurso inaugural, presentando los trabajos que habían de hacerse y declaró abierto el segundo Congreso obrero de la Federación Regional Española de la Asociación Internacional de los Trabajadores. En seguida se presentaron los dependientes de la autoridad a disolver el Congreso y después de tomar nota de sus nombres uno de los secretarios leyó la siguiente
Protesta de los delegados en el Congreso regional de Zaragoza

[…] La lectura de esta protesta arrancó unánimes exclamaciones de entusiasmo a la concurrencia, compuesta de la mayoría de los trabajadores de la localidad.
El Congreso acordó continuar sus sesiones en el local de la Federación zaragozana hasta el día 11 en que terminó sus tareas.

Asistieron además de siete miembros del Consejo federal 38 delegados (44, según Josep Termes) de las 50 federaciones locales —de las que las catalanas eran las más fuertes, seguidas de Valencia, Málaga y Cádiz— constituidas con 41 de secciones de varios y 187 de oficio —se informó que había 52 federaciones en vías de formación con un total de 97 secciones de oficio y 28 de varios—. Entre las Uniones de oficio estaban «Las Tres Clases del Vapor» —convertida al mes siguiente en Unión manufacturera, con 28.000 afiliados—, la Unión de Constructores de Edificios, la Unión de Tintoreros, la Unión de Curtidores, la Unión de Constructores de Calzado y la Unión de Trabajadores Agrícolas. Los oficios de los delegados eran los siguientes: 11 de la industria textil, 5 tipógrafos (entre ellos, José Mesa, Anselmo Lorenzo y Pablo Iglesias), 5 zapateros, 3 albañiles, 2 curtidores, 2 toneleros, 2 plateros, 2 fundidores, un ajustador, un maquinista, un herrero, un cerrajero, un barbero, un profesor de Ciencias, un médico (Paul Lafargue), un trabajador agrícola (el delegado de Carmona), un grabador, un ebanista, un tallista, un chocolatero y un sombrerero.
Se trataron varios temas, aunque algunos de ellos, como el dictamen sobre la propiedad redactado por Anselmo Lorenzo e inspirado por Paul Lafargue —que asistió al Congreso como representante de Alcalá de Henares y bajo el seudónimo de Pablo Farga— y por Laura Marx, se aplazaron hasta el Congreso siguiente. En cuanto al conflicto surgido en la Federación madrileña con la redacción del periódico La Emancipación se dejó sin efecto la expulsión. Así se acordó «que los redactores de La Emancipación retiren todo lo que ha dado ocasión a su expulsión y que la Federación madrileña retire también todo lo que tenga carácter ofensivo para dichos redactores y el acuerdo de expulsión». Sin embargo, como recordó Anselmo Lorenzo años más tarde, «la reconciliación fue sólo un aplazamiento de los odios».
Triunfaron las tesis bakuninistas y así, por ejemplo, se declaró la «completa conformidad» con las resoluciones de la Federación de Bélgica, una de las cuales decía que «la Internacional es y ha sido siempre un grupo de Federaciones autónomas; que el Consejo general no es ni ha sido nunca sino un Centro de correspondencia, de datos y reseñas».
Hubo un intenso debate sobre la cuestión «¿Qué se entiende por obrero?», un tema importante para determinar quién podía pertenecer a la Internacional y quién no, pero no se llegó a ninguna conclusión. Los anarquistas más puros definieron a los obreros no por su «posición» social sino por sus ideas y sus conductas, por lo que solo se debería admitir a los individuos «revolucionarios», fueran o no obreros, y dejar fuera a los obreros «reaccionarios» —un delegado dijo que era obrero «todo aquél que hace un trabajo útil a la humanidad, no siendo contrario a la justicia y a la moral»—. También se discutió la propuesta, aplazada en el Congreso Obrero de Barcelona de 1870, de realizar una acción sindical para conseguir la reducción de la jornada laboral, pero se rechazó alegando:

que el ideal de reducir de ocho a diez horas el máximum del trabajo diario de todas las artes y oficios y tratar de buscar el mejor medio posible de establecer la igualdad en los salarios, son ideales restringidos ante el gran objeto que se propone nuestra Asociación, que es, abolir el asalariado y las clases y establecer la igualdad económica entre los individuos de ambos sexos.

Hubo un «reconocimiento a los defensores de la Commune de París, que sufren en los pontones y en el destierro las consecuencias de su amor a la causa de la emancipación del proletariado, al propio tiempo que un recuerdo cariñoso a las víctimas ocasionadas por los bárbaros de Versalles». Y también se trató de la «emancipación de la mujer de todo trabajo que no sea doméstico» acordándose lo siguiente:

Se afirma, además, que la mujer es un ser libre e inteligente, y por lo tanto, responsable de sus actos, lo mismo que el hombre;
Que para garantizarla esta libertad y poner a la misma en condiciones de practicarla no hay más remedio que el trabajo. Lo contrario es someterla a la estrechez del hogar doméstico y a la tiranía del hombre,
Por lo tanto:
La tendencia de los internacionales debe ser hacerla entrar en el movimiento obrero, a fin de que contribuya a la obra común, la emancipación del proletariado; porque así como en la organización social presente no hay diferencia de sexo ante la explotación, tampoco debe haberla ante la justicia.

Se eligió un nuevo Consejo cuyos miembros eran todos miembros de la Alianza bakuninista: Francisco Tomás (albañil), Anselmo Lorenzo (tipógrafo), Peregrín Montoro (tejedor de seda), Francisco Martínez (tintorero) y  Francisco Mora Méndez, a los que se sumaron los valencianos Vicente Rosell (tejedor de seda), Vicente Torres (librero), Vicente Asesni (ebanista) y Cayetano Martí (cantero), ya que se decidió trasladar la sede del Consejo de Madrid a Valencia. De esta forma se pretendió evitar la reanudación del enfrentamiento entre anarquistas y socialistas marxistas que hubiera sido inevitable si hubiera instalado en Madrid o en Barcelona.